# Mistrzostwa Świata w Hokeju na Lodzie Kobiet 2013
15. Mistrzostwa Świata w Hokeju na Lodzie Kobiet 2013 organizowane przez IIHF odbyły się  w Kanadzie. Miastem goszczącym najlepsze drużyny świata była Ottawa. Turniej elity odbył się w dniach 2 - 9 kwietnia 2013 roku. Oto miejsca rozgrywania pozostałych turniejów:
- I Dywizja, Grupa A: Stavanger
- I Dywizja, Grupa B: Strasburg
- II Dywizja, Grupa A: Auckland
- II Dywizja, Grupa B: Jaca
- II Dywizja, kwalifikacje: Izmir

Tytułu mistrzyń bronią reprezentantki Kanady.

## Elita
| Lp. | Drużyna           |
| --- | ----------------- |
|     | Stany Zjednoczone |
|     | Kanada            |
|     | Rosja             |
| 4   | Finlandia         |
| 5   | Niemcy            |
| 6   | Szwajcaria        |
| 7   | Szwecja           |
| 8   | Czechy            |

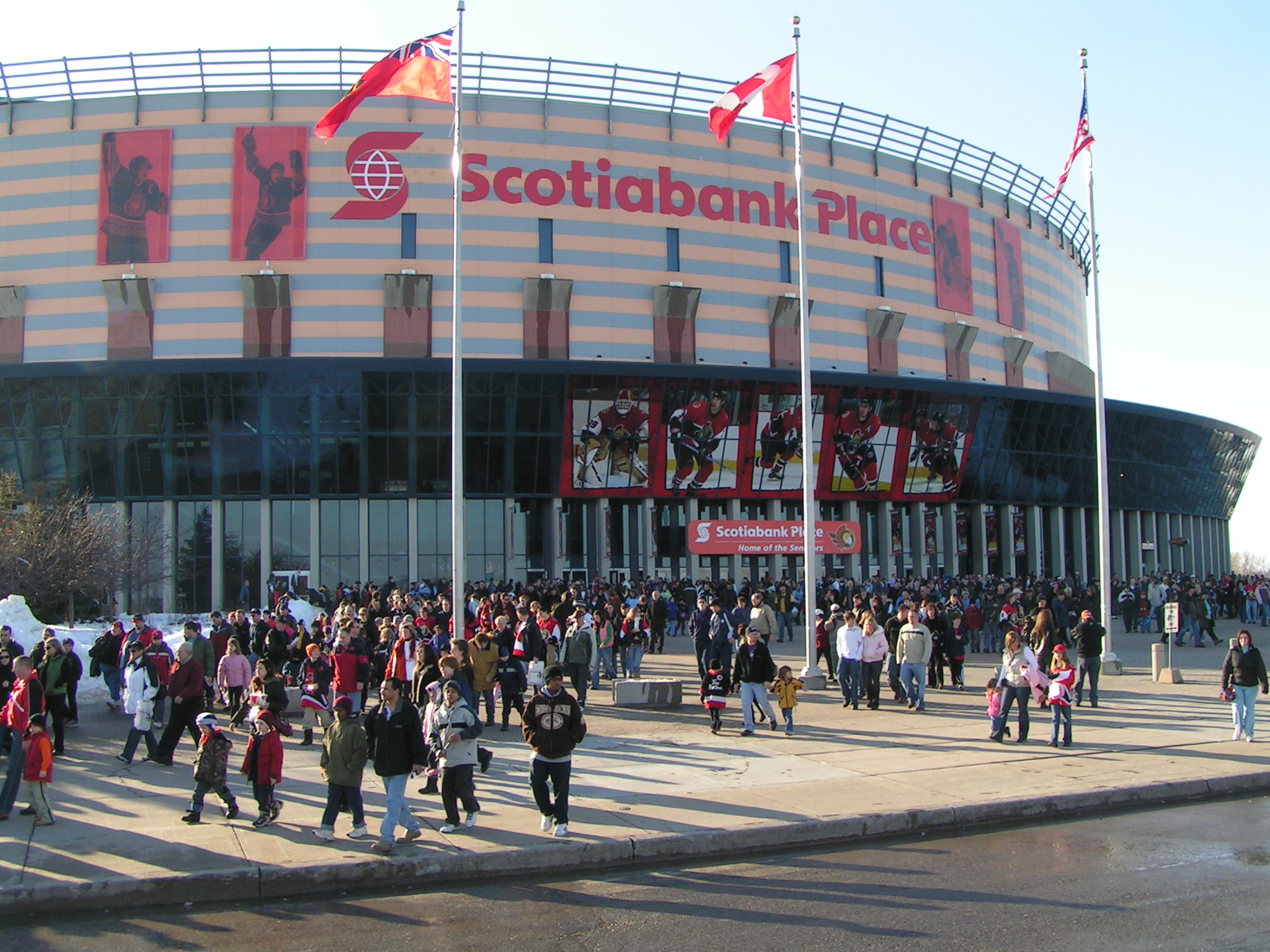
Scotiabank Place

W tej części mistrzostw uczestniczy najlepsze 8 drużyn na świecie. System rozgrywania meczów jest inny niż w niższych dywizjach.
Pierwsza runda grupowa odbywa się w dwóch grupach po cztery drużyny. W Grupie A grają cztery wyżej rozstawione zespoły. Dwie najlepszy drużyny tej grupy awansują do półfinałów, zaś zespoły z miejsc trzeciego i czwartego zagrają w ćwierćfinale. W którym zagrają z dwoma najlepszymi zespołami grupy B. Drużyny, które zajmą miejsca trzecie i czwarte w grupie B rozegrają między sobą mecze o utrzymanie. Drużyna, która dwukrotnie zwycięży pozostaje w elicie, natomiast przegrany spadnie do I dywizji, grupy A. O zwycięstwie w turnieju zadecyduje finał w którym wystąpią zwycięzcy półfinałów.

## Pierwsza dywizja
Grupa A
| Lp. | Drużyna  |
| --- | -------- |
| 1   | Japonia  |
| 2   | Dania    |
| 3   | Słowacja |
| 4   | Austria  |
| 5   | Norwegia |
| 6   | Łotwa    |

Grupa B
| Lp. | Drużyna         |
| --- | --------------- |
| 1   | Francja         |
| 2   | Holandia        |
| 3   | Korea Północna  |
| 4   | Chiny           |
| 5   | Kazachstan      |
| 6   | Wielka Brytania |

W mistrzostwach drugiej dywizji uczestniczyło 12 zespołów, które zostały podzielone na dwie grupy po 6 zespołów. Rozegrały one mecze systemem każdy z każdym. Zwycięzca turnieju grupy A awansują do mistrzostw świata elity w 2015 roku, ostatni zespół grupy A w 2013 roku zagra w grupie B, zastępując zwycięzcę turnieju grupy B. Najsłabsza drużyna grupy B spadnie do drugiej dywizji.

## Druga dywizja
Grupa A
| Lp. | Drużyna       |
| --- | ------------- |
| 1   | Węgry         |
| 2   | Włochy        |
| 3   | Australia     |
| 4   | Nowa Zelandia |
| 5   | Polska        |
| 6   | Słowenia      |

Grupa B
| Lp. | Drużyna          |
| --- | ---------------- |
| 1   | Korea Południowa |
| 2   | Hiszpania        |
| 3   | Chorwacja        |
| 4   | Islandia         |
| 5   | Belgia           |
| 6   | RPA              |

| Lp. | Drużyna  |
| --- | -------- |
| 1   | Turcja   |
| 2   | Irlandia |
| 3   | Bułgaria |

W mistrzostwach drugiej dywizji uczestniczyło 12 zespołów, które zostały podzielone na dwie grupy po 6 zespołów. Rozegrały one mecze systemem każdy z każdym. Zwycięzcy turnieju grupy A awansuje do mistrzostw świata pierwszej dywizji w 2015 roku, ostatni zespół grupy A w 2015 roku zagra w grupie B, zastępując zwycięzcę turnieju grupy B. Najsłabsza drużyna grupy B spadnie do kwalifikacji drugiej dywizji.